# Stormzy
Michael Ebenezer Kwadjo Omari Owuo Jr., művésznevén Stormzy (Croydon, London, 1993. július 26. –) brit rapper, énekes és dalszövegíró. 2014-ben a Wicked Skengman sorozata után lett egyre ismertebb.
Stormzy "Shut Up" című száma, amely eredetileg YouTube-on jelent meg freestyleként, nyolcadik helyig jutott a Brit kislemezlistán. 2014-ben és 2015-ben Stormzy megnyerte a MOBO Awards Best Grime Act díját és a BBC Sound of 2015 listáján megnevezték feltörekvő előadónak. A debütáló albuma, a Gang Signs & Prayer (2017) az első grime album volt, ami első helyet ért el a UK Albums Chart-on és megnyerte a Brit Év Albuma díjat a 2018-as Brit Awardson. 2019-ben érte el először a Brit kislemezlista első helyét a "Vossi Bop"-pal és fellépett a 2019-es Glastonbury Fesztiválon, ahol egy Union Jack mellényt viselt, amelyet Banksy tervezett. A második albuma, a Heavy Is the Head 2019. december 13-án jelent meg.

## Korai évek
Michael Ebenezer Kwadjo Omari Owuo Jr. 1993. július 26-án született Croydonban, Londonban. Anyja ghánai és Nadia Rose rapper unokatestvére. South Norwoodban nőtt fel, anyjával és három testvérével. Stormzy nem egy zeneileg művelt környezetből jön, de ő maga szerette a zenét. A Stanley Tech iskolába járt, South Norwoodban. 11 évesen kezdett el rappelni.
Iskolai éveiről Stormzy a következőket mondta: "Csintalan gyerek voltam, többször is a kirúgás határán, de nem voltam rossz gyerek, mindent a saját szórakoztatásomra csináltam. De amikor bementem egy vizsgára, mindig jól teljesítettem." Azt mondta, hogy hat A*-t, három A-t és öt B-t ért el a GCSE vizsgáin, de az A Level szinten már csak ABCDE-t tudott "Mint egy gyerekként, aki káromkodott órán, az A level kellett, hogy megmutassa: munkamorál is kell az életben." Tanulóidejét Leamington Spaban (Warwickshire) töltötte és minőségbiztosításban dolgozott egy olajfinomítóban Southamptonban.

## Zenei karrier

### 2014-2015: aDreamers Diseaseés a "Shut Up"

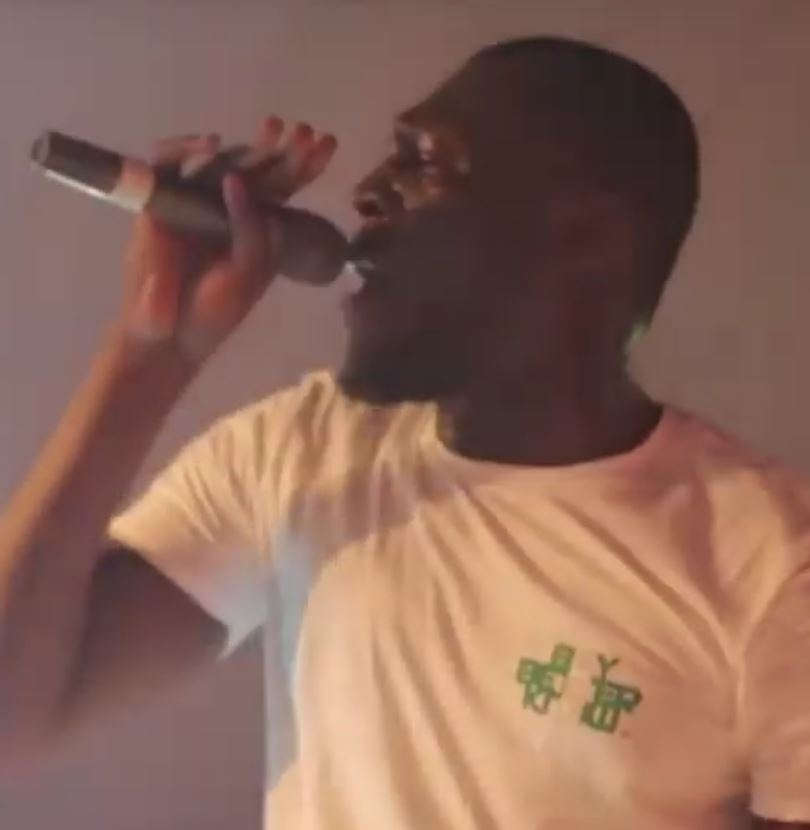
Stormzy 2015-ben egy koncertje közben

A Wicked Skengman freestyle-sorozata után lett egyre ismertebb az underground zenében. A debütáló EP-jét, a Dreamers Disease-t függetlenül adta ki 2014 júliusában. 2014. október 22-én Stormzy megnyerte a Best Grime Act díjat és később a hónapban ő lett az első független rapper, aki megjelent a Later... with Jools Holland-ben és előadta a "Not That Deep"-et.
2014 novemberében Stormzy együttműködött Chippel és Shaloval az "I'm Fine"-on és megjelent a videóklipben.
2015. január 7-én Stormzy harmadik lett a Radio 1 "BBC Introducing top 5" listáján. Márciusban kiadta a "Know Me From"-ot, ami a Brit kislemezlistán 49. helyen debütált. Szeptemberben kiadta az utolsó részét a Wicked Skengman sorozatnak "WickedSkengMan 4" címen a "Shut Up" stúdióverziójával együtt az XTC Functions on the Low alapjára. A dal 18. helyen debütált a Brit kislemezlistán szeptember 24-én, amivel Stormzy első top 40-es helyezése lett és az első freestyle az Egyesült KIrályságban, ami elérte ezen helyek egyikét.
2015. december 12-én Stormzy előadta a "Shut Up"-ot Anthony Joshua Dillian Whyte elleni boxmeccse előtt. A "Shut Up" eredetileg a "WickedSkengMan 4" EP részeként jelent meg szeptemberben és az 59. helyig jutott. A fellépés után elkezdett felfelé kúszni a slágerlistákon és az iTunes top 40-be. Ennek eredményeként Stormzy indított egy Christmas number 1 kampányt, hogy az első helyig juttassa a dalt. Sokan támogatták és december 18-án lépett be először a legjobb 10-be a Brit kislemezlistán, a 8. helyen, egy héttel a "Christmas number-1 week" előtt, megelőzve a "WickedSkengMan 4"-t.

### 2016–napjainkig:Gang Signs & Prayer, Glastonbury és aHeavy Is the Head

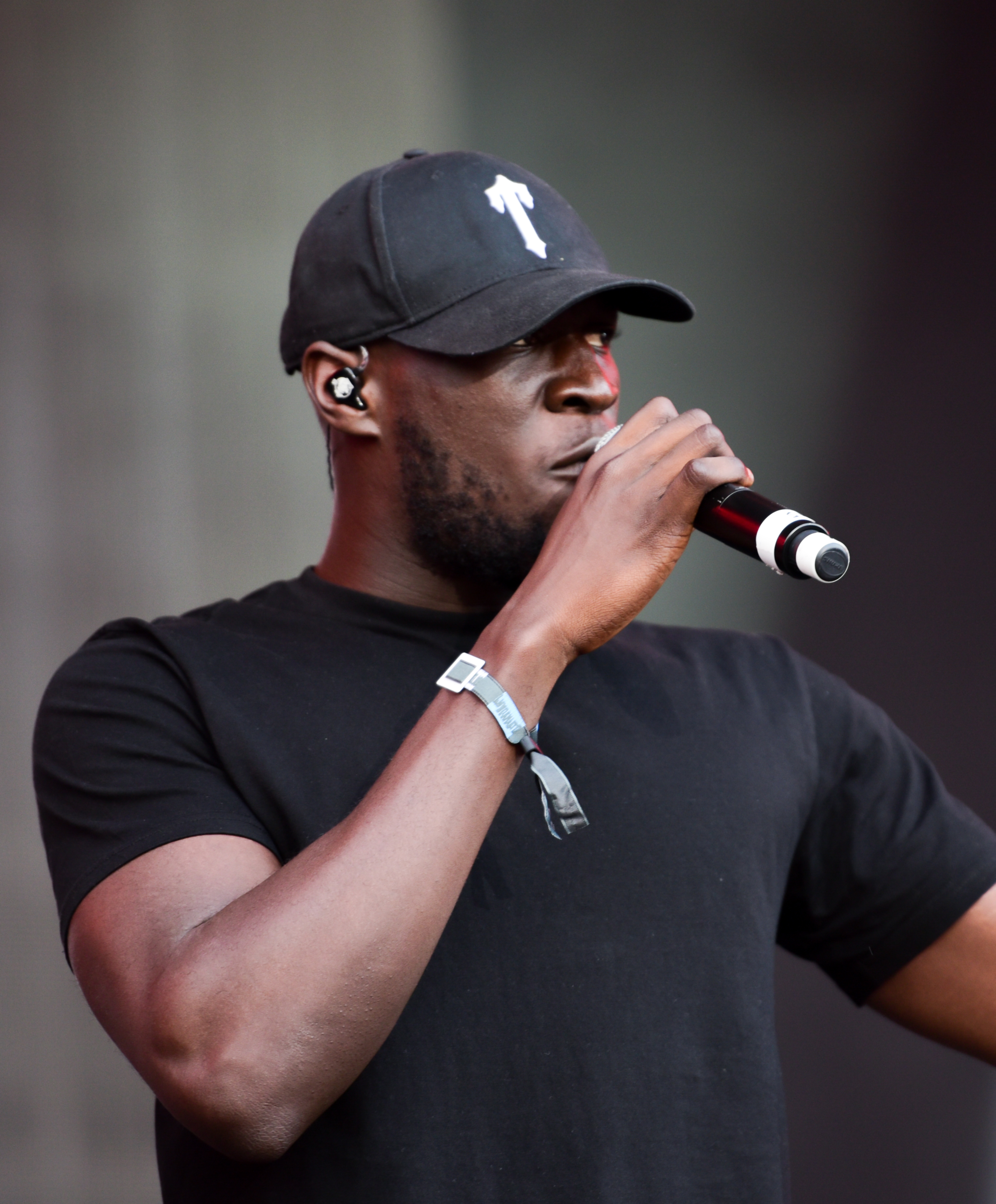
Stormzy 2019-ben

2016 áprilisában Stormzy kiadta a "Scary"-t és hiátusra vonult.
Egy évvel később közösségi médiáján tért vissza 2017 februárjában egy plakát-kampány keretei között, amelyek London-szerte a #GSAP 24.02 felirattal voltak ellátva. Az album címe Gang Signs & Prayer lett és 2017. február 24-én jelent meg. Első helyen debütált a UK Albums Chart-on március 3-án.
Stormzy fellépett a 2019-es Glastonbury Fesztiválon a Pyramid Stage-en, amely teljesítményét méltatták. David Lammy politikus felszólalt a fellépés közben és a feketék és egyéb kisebbségek helyzetéről beszélt, majd Stormzy felszólította a közönséget, hogy kántálják vele, hogy "Fuck the Government and fuck Boris", amellyel London polgármestere, Boris Johnson és a Konzervatív Párt kampányára utalt. Vendégszerepelt még itt a Black Ballett tánccsapat és Chris Martin. Stormzy egy Union Jack védőmellényt viselt, amit Banksy tervezett neki, a Londonban emelkedő késelések számát követően.
Háromszor ért el első helyet a Brit kislemezlistán. Először az Artists for Grenfell tagjaként 2017 júniusában a "Bridge Over Troubled Water"-rel, majd a saját "Vossi Bop"-jával, amely Taylor Swift "Me!"-je előtt debütált és végül az "Own It"-tal, amelyen Ed Sheerannel és Burna Boy-jal dolgozott együtt. Később kiadta a "Crown"-t, a "Sounds of Skeng"-et és a "Wiley Flow"-t, mielőtt bejelentette a második albumát, a Heavy Is the Head-et, amely 2019. december 13-án jelent meg. Az album egy napon jelent meg Harry Styles Fine Line-jával, amely után a két előadót folyamatos összehasonlításokban részesítette a média. Stormzy december 19-én csatlakozott Styleshoz egy koncerten az Electric Ballroomban, hogy megmutassák csak barátság van köztük és nem rivalizálás.
Elismerték a munkáját és aktivizmusát a 2020-as Powerlist listán. A Heavy Is the Head jelölve volt a 2020-as Mercury Prize-ra. A 2021-es Powerlisten a harmadik legbefolyásosabb fekete britként rangsorolták, Lewis Hamilton és Kevin Fenton mögött.

## Stílus
Stormzy a "grime fia"-ként írja le magát, akit Lethal Bizzle, Bruza, D Duble E és Flirta D befolyásolt, de szintén inspirációjának jelölte Frank Ocean-t és Lauryn Hill-t.

## Egyéb munkái, aktivizmus

### Politikai aktivizmus
2016 májusában támogatta Jeremy Corbyn-t, a brit Munkáspárt vezetőjét. Egy The Guardiannel készült interjúban méltatta a politikus aktivizmusát.
2017. június 24-én Stormzy előadta az "Oh, Jeremy Corbin"-t a The White Stripes "Seven Nation Army" dalának ritmusára a Glastonbury Fesztiválon. Szintén előadott egy rap számot, amit a Grenfell tragédia áldozatainak írt és elmondta, hogy a "kormányt felelősségre kell vonni" a történtekért. Szeptemberben, miután Corbyn átadta neki a Solo Artist of the Year díjat a GQ Men of the Year díjátadón, Stormzy Theres May-t "paigon"-nek nevezte, amely egy patois szó, ami egy semmittevő, nem megbízható embert ír le. Később ugyanebben a hónapban konzervatív televíziós személyiség, Iain Dale a "Baloldal 100 Legbefolyásosabb Embere" listáján a századik helyre helyezte a "Corbs kedvenc grime előadója" leírással.
2018. február 21-én Stormzy előadott egy freestylet a Brit Awardson, amelyben kihívta Theresa May-t, hogy nem tett eleget a Grenfell Torony katasztrófája után. Másnap a Downing Street 10. kiadott egy közleményt, amelyben a miniszterelnököt védte.
2019 novemberében, más zenészekkel együtt Stormzy kifejezte támogatását Jeremy Corbynnak a 2019-es brit parlamenti választásokon. A következőt mondta: "egy emberek által vezetett változás elérhető egy Corbyn és a Munkáspárt által vezetett kormány alatt." A vezetőt így jellemezte: "az első ember, aki hatalmon az embereknek adná vissza a hatalmat" és Boris Johnson-t pedig "sötét, gonosz ember"-nek nevezte. A George Floyd meggyilkolása és az azt követő tüntetések után Stormzy kiadott egy közleményt, hogy évente egy millió fontot fog adományozni 10 évig jótékonysági szervezeteknek és mozgalmaknak, amelyek a rasszizmus ellen és az igazságügyi reformok mellett küzdenek. Egy BBC-vel készített interjúban elmondta, hogy "Fekete emberek egy egyenetlen pályán játszottak túl sokáig és folytatni kell a küzdelmet, hogy kiegyenlítsük azt."

### Kiadó
2018 júliusában bejelentették, hogy a Penguin Random House William Heinemann divíziója Stormzyval együtt fog indítani egy kiadót  #Merky Books néven. Stormzy első könyvével, a Rise Up-pal indították el a kiadót 2018 őszén. A könyvet Chelsea Kwakye és Ore Ogunbiyi Taking Up Space: The Black Girl's Manifesto for Change. Majd Derek Owusu novellái 2019 novemberében That Reminds Me címen.

### Ösztöndíjak
Stormzy megalapította a "Stormzy Scholarship for Black Students" alapítványt a Cambridge-i Egyetemen, amely lét diáknak fizeti ki taníttatását és megélhetését négy évig. Megkereste az Oxfordi Egyetemet is, akik nem akartak részt venni.

## Magánélete
Stormzy keresztény, a BBC karácsonynapi műsorában 2019-ben elmondott egy részletet Lukács evangéliumából. Korábban Maya Jama, televíziós személyiséggel volt kapcsolatban.

### Botrányok
2017 novemberében kiderült, hogy Stormzy 2011-ben homofób üzeneteket posztolt Twitterre. Ezek között az EastEnders sorozat egyik szereplőjét "fucking fag"-nek (angolul: kibaszott buzi) nevezte. Ezen kívül megkérdezte egy hajvasaló használatáról beszélő felhasználótól, hogy "Buzi vagy?" és a követőit arra ösztönözte, hogy a "BBC1-ra juttassátok el, hogy ez a kis fekete fiú egy kibaszott buzi". Később ezekre tweetek sorozatában reagált:
Mondtam rossz és offenzív dolgokat évekkel ezelőtt, amikor ignoráns és fiatal voltam. Nagyon fájdalomkeltő és diszkrimináló nézetek, amelyekből kinőttem. A kommentek, amiket tettem elfogadhatatlanok és undorítóak, pont. Kommentek, amiket megbántam és bárkit, akit megbántottam, bocsánat. Ezek olyan hozzáállások, amiket a múltban hagytam... Felelősséget vállalok hibáimért és remélem, hogy megértitek, hogy a fiatal énem nem reflektálja azt, aki most vagyok. Ismételten bocsánatot kérek mindenkitől, akit megbántottam. Az LMBTQ+ közösségnek, a barátaimnak és rajongóimnak a legmélyebb bocsánatkéréseimet ajánlom.
2020. október 7-én Chip kiadott egy videót Stormzyról és sok másokról Chip házában azon év júniusból. A videó Twitteren jelent meg "Június... Mikor kapsz egy videót Stormzyról és barátairól, ahogy megrohamozzák a házad." Az esemény után kihívtál a rendőrséget. Chip pár órán belül letörölte a videót, de Stormzyt kritizálták, mert veszekedett Chip családjával és nem volt hajlandó elhagyni az épületet. Mindez egy reakció volt Chip "Waze" dalára.

## Díjak
| Év   | Díjátadó                     | Díj                             | Jelölt/Jelölt munka         | For.   |
| ---- | ---------------------------- | ------------------------------- | --------------------------- | ------ |
| 2014 | MOBO Awards                  | Best Grime                      | Stormzy                     | [ 61 ] |
| 2015 | MOBO Awards                  | Best Grime                      | Stormzy                     | [ 62 ] |
| 2015 | MOBO Awards                  | Best Male                       | Stormzy                     | [ 62 ] |
| 2015 | BET Awards                   | Best International Act: UK      | Stormzy                     | [ 63 ] |
| 2015 | Rated Awards                 | Best Video                      | "Know Me From"              | [ 64 ] |
| 2016 | South Bank Sky Arts Awards   | The Times Breakthrough Award    | Stormzy                     | [ 65 ] |
| 2016 | AIM Independent Music Awards | Innovator Award                 | Stormzy                     | [ 66 ] |
| 2017 | AIM Independent Music Awards | Most Played New Independent Act | Stormzy                     | [ 67 ] |
| 2017 | AIM Independent Music Awards | Independent Album of the Year   | Gang Signs & Prayer         | [ 67 ] |
| 2017 | MOBO Awards                  | Best Album                      | Gang Signs & Prayer         | [ 68 ] |
| 2017 | MOBO Awards                  | Best Grime                      | Stormzy                     | [ 68 ] |
| 2017 | MOBO Awards                  | Best Male                       | Stormzy                     | [ 68 ] |
| 2017 | BET Awards                   | Best International Act: Europe  | Stormzy                     | [ 69 ] |
| 2017 | BBC Music Awards             | Artist of the Year              | Stormzy                     | [ 70 ] |
| 2017 | GQ Men of the Year Awards    | Solo Artist of the Year         | Stormzy                     | [ 71 ] |
| 2017 | MTV Europe Music Awards      | Best Worldwide Act              | Stormzy                     | [ 72 ] |
| 2017 | Rated Awards                 | Artist of the Year              | Stormzy                     | [ 73 ] |
| 2017 | Rated Awards                 | Best Video                      | "Big For Your Boots"        | [ 73 ] |
| 2017 | Q Awards                     | Best Solo Artist                | Stormzy                     | [ 74 ] |
| 2018 | Q Awards                     | Best Solo Artist                | Stormzy                     | [ 75 ] |
| 2018 | Brit Awards                  | British Male Solo Artist        | Stormzy                     | [ 76 ] |
| 2018 | Brit Awards                  | British Album of the Year       | Gang Signs & Prayer         | [ 76 ] |
| 2018 | Ivor Novello Awards          | Album Award                     | Gang Signs & Prayer         | [ 77 ] |
| 2018 | South Bank Sky Arts Awards   | Best Pop Album                  | Gang Signs & Prayer         | [ 65 ] |
| 2018 | Global Awards                | Best Song                       | "Power" (a Little Mix-szel) | [ 78 ] |
| 2018 | Global Awards                | Best RnB, Hip Hop or Grime      | Stormzy                     | [ 78 ] |
| 2019 | GQ Men of the Year Awards    | Solo Artist of the Year         | Stormzy                     | [ 79 ] |
| 2019 | UK Music Video Awards        | Best Urban Video                | "Vossi Bop"                 | [ 80 ] |
| 2019 | UK Music Video Awards        | Video of the Year               | "Vossi Bop"                 | [ 80 ] |
| 2020 | Brit Awards                  | British Male Solo Artist        | Stormzy                     | [ 81 ] |
| 2020 | BET Hip Hop Awards           | Best International Flow         | Stormzy                     | [ 82 ] |

## Diszkográfia
| Típus       | Év            | Cím                                  | Slágerlisták | Slágerlisták | Slágerlisták | Slágerlisták | Minősítések                                  |
| Típus       | Év            | Cím                                  | UK           | AUS          | IR           | DEN          | Minősítések                                  |
| ----------- | ------------- | ------------------------------------ | ------------ | ------------ | ------------ | ------------ | -------------------------------------------- |
| Mixtape     | 2013. 03. 20. | 168: The Mixtape                     | -            | -            | -            | -            | -                                            |
| EP          | 2014. 06. 20. | Not That Deep (The HeavyTrackerzzel) | -            | -            | -            | -            | -                                            |
| EP          | 2014. 07. 20. | Dreamers Disease                     | -            | -            | -            | -            | -                                            |
| Stúdióalbum | 2017. 02. 27. | Gang Signs & Prayer                  | 1            | 11           | 1            | 12           | - BPI: Platinalemez - IFPI DEN: Platinalemez |
| Stúdióalbum | 2019. 12. 13. | Heavy Is the Head                    | 1            | 11           | 3            | 6            | - BPI: Aranylemez - IFPI DEN: Aranylemez     |
| Stúdióalbum | 2022. 11. 25. | This Is What I Mean                  |              |              |              |              |                                              |

## Turnék
- Gang Signs & Prayers Tour (2017)[94]
- Heavy is the Head Tour (2020)[95]